# Catalectis pharetropa
Catalectis pharetropa är en fjärilsart som beskrevs av Edward Meyrick 1920. Catalectis pharetropa ingår i släktet Catalectis och familjen äkta malar. Inga underarter finns listade i Catalogue of Life.